# سیروارد امیرزیان

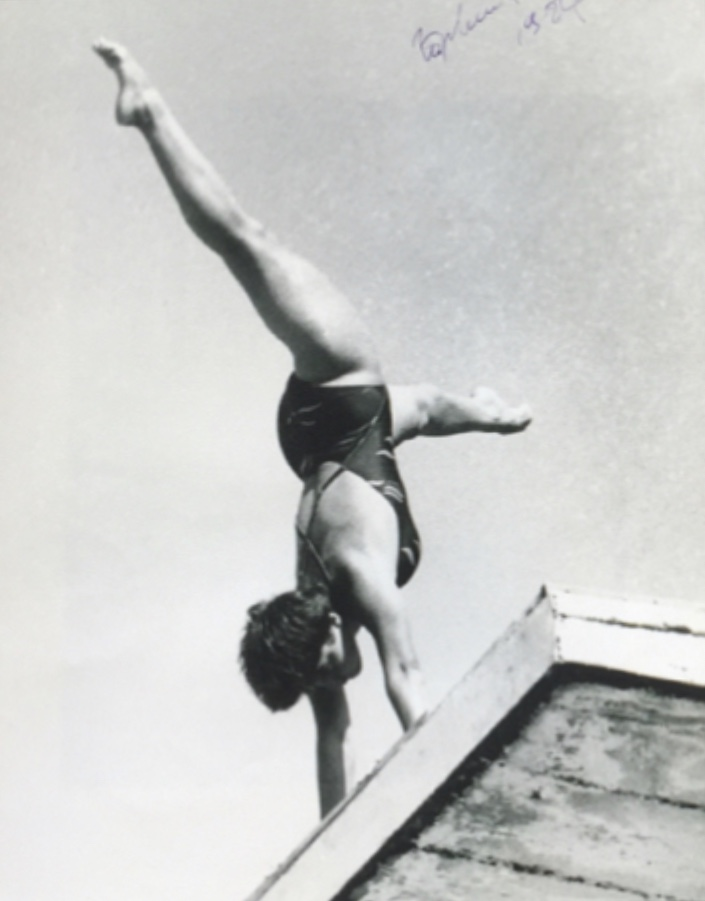
سیروارد امیرزیان اهل ارمنستان

سیروارد امیرزیان (ارمنی: Սիրվարդ Էմիրզյան زاده ۵ ژوئن ۱۹۶۶ در ایروان، ارمنستان شوروی) شیرجهرو سابق اهل ارمنستان است.

## زندگی‌نامه
امیریان رشته شیرجه را از سال ۱۹۷۲ آغاز نمود.
در بازی‌های المپیک تابستانی ۱۹۸۰ وی در سکوی ۱۰ متر برنده نشان نقره شد. وی جوان‌ترین ورزشکار تیم المپیک اتحاد شوروی در این بازی‌های بود.
در سال ۱۹۸۰ عنوان استاد افتخاری ورزشی اتحاد شوروی به وی اعطا شد.
بانو امیرزیان از سال ۱۹۸۱ به همراه خانواده‌اش در ایالات متحده آمریکا زندگی می‌کند.